# 江苏省历史文化街区
江苏省历史文化街区由江苏省人民政府公布。
第一批58个江苏省历史文化街区公布于2016年1月29日，涉及16个地级市、县级市。江苏现有国家历史文化街区5个，省级历史文化街区56个。

## 分市名单

### 南京市
- 颐和路国：鼓楼区宁海路街道，面积35.19公顷
- 梅园新村国：玄武区梅园新村街道，面积10.48公顷
- 总统府：玄武区梅园新村街道，面积15.1公顷
- 南捕厅：秦淮区朝天宫街道，面积3.17公顷
- 朝天宫：秦淮区朝天宫街道，面积9.05公顷
- 夫子庙：秦淮区夫子庙街道，面积20.0公顷
- 门西荷花塘：秦淮区双塘街道，面积12.56公顷
- 门东三条营：秦淮区夫子庙街道，面积4.84公顷
- 金陵机器制造局：秦淮区中华门街道，面积14.25公顷

#### 高淳区
- 高淳老街：面积9.36公顷
- 七家村：面积2.15公顷

### 苏州市
- 平江路国：姑苏区平江街道，面积48.4公顷。
- 山塘街国：姑苏区虎丘街道，面积25.59公顷。
- 阊门：姑苏区金阊街道，面积24.78公顷。
- 拙政园：姑苏区平江街道，面积12.16公顷。
- 怡园：姑苏区金阊街道，面积5.58公顷。

#### 常熟市
- 西泾岸：面积9.2公顷
- 南泾堂：面积8公顷
- 琴川河：面积13公顷

### 扬州市
- 南河下国：广陵区东关街道，面积22.35公顷。
- 东关街：广陵区东关街道，面积32.47公顷。
- 仁丰里：广陵区汶河街道，面积12.07公顷。
- 湾子街：广陵区东关街道，面积32.5公顷。

#### 高邮市
- 城南：面积6.26公顷。
- 城中：面积4.18公顷。
- 城北：面积7.78公顷。

### 镇江市
- 西津渡：润州区金山街道，面积6公顷。
- 伯先路：润州区金山街道，面积3.46公顷。
- 大龙王巷：润州区金山街道银山门社区，面积4.2公顷。

### 徐州市
- 户部山：面积2.58公顷。
- 状元府历史文化街区：面积2.49公顷。

### 淮安市
- 河下古镇：淮安区河下街道，面积19.69公顷。
- 上坂街、驸马巷和龙窝巷：淮安区淮城街道，面积5.64公顷。

### 无锡市
- 荣巷：梁溪区，面积8.4公顷。
- 小娄巷：梁溪区，面积1.19公顷。
- 清名桥沿河：梁溪区，面积18.78公顷。
- 惠山古镇：梁溪区，面积15.42公顷。

#### 宜兴市
- 月城街：面积2.01公顷。
- 蜀山古南街：面积12.8公顷。
- 葛鲍聚居地：面积3.44公顷。

#### 江阴市
- 北大街：面积3.2公顷。

### 南通市
- 寺街：崇川区，面积11.61公顷。
- 西南营：崇川区，面积6.67公顷。
- 濠南：崇川区，面积31.4公顷。
- 唐闸：崇川区，面积25.75公顷。

#### 如皋市
- 东大街：面积4.11公顷。
- 武庙：面积3.2公顷。

### 泰州市
- 五巷-涵西街：海陵区，面积6.19公顷。
- 城中：海陵区，面积5.88公顷。
- 涵东街：海陵区，面积4.78公顷。
- 渔行水村：海陵区，面积2.78公顷。

#### 兴化市
- 东门：面积5.33公顷。
- 北门：面积3.53公顷。

### 常州市
- 青果巷：面积8.2公顷。
- 南市河：面积2.5公顷。
- 前后北岸：面积3公顷。